# Beckmann-hőmérő

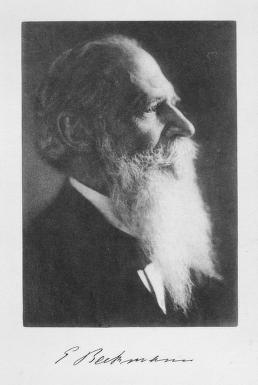
Ernst Otto Beckmann (1853-1923) német vegyész

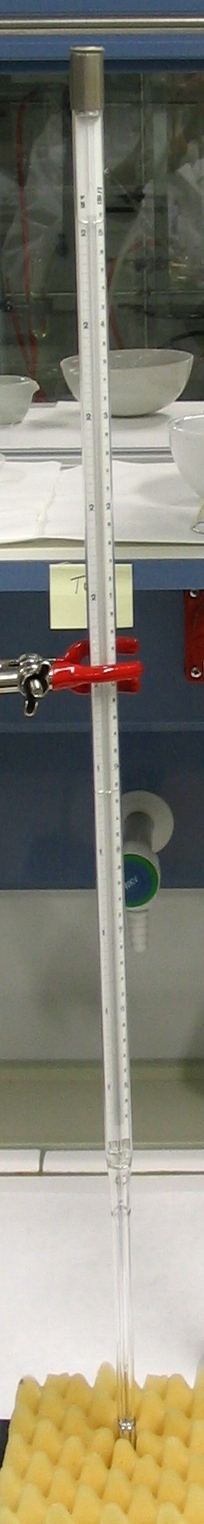
Beckmann-hőmérő

A Beckmann-hőmérő egy higanyos hőmérő, amely 0,01 oC-os osztású és nagyító segítségével az ezred fokot becsülni lehet. A hőmérő kb. 50 cm hosszú, skálázata – kb. 30 cm – pedig mindössze 5-6 oC-ot ölel fel. Nagy pontossággal csak hőmérséklet-különbség mérésére alkalmas, és olyan mérésnél alkalmazzák, ahol a hőmennyiség mérését hőmérséklet-különbség mérésére vezetik vissza (hőkapacitás-, oldáshő- elegyítésihő-mérés stb.), valamint fagyáspontcsökkenés és forráspont-emelkedés mérésnél. 

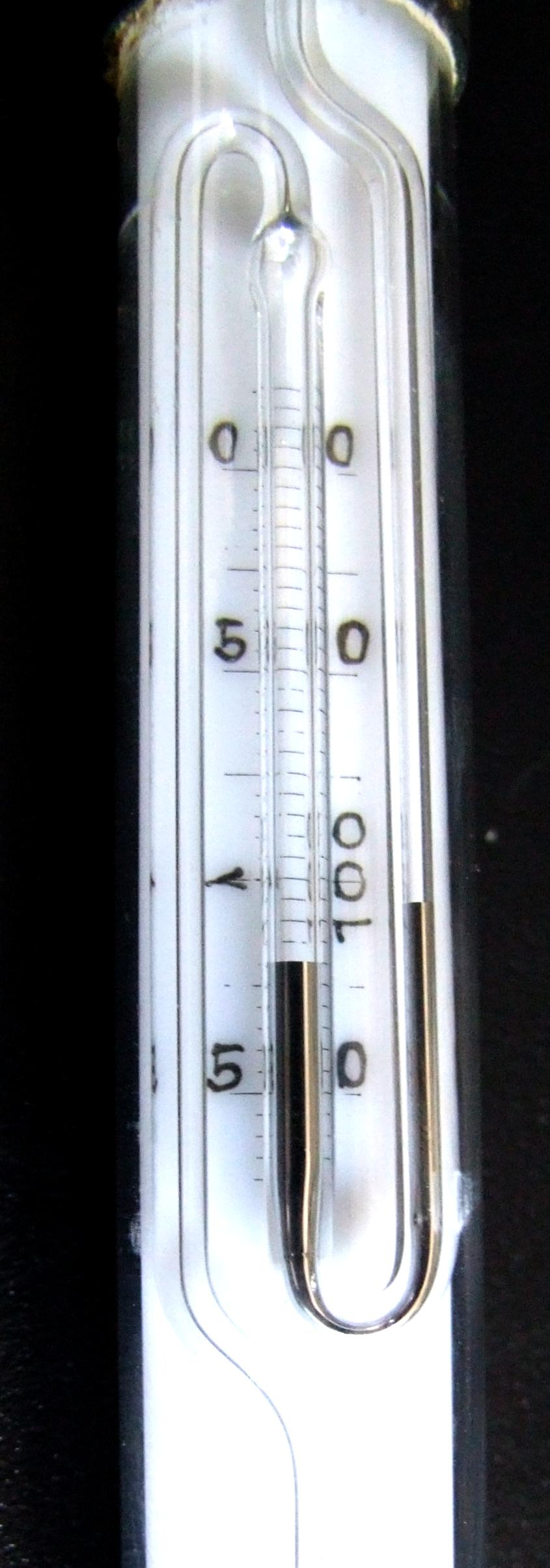
Beckmann-hőmérő felső része

A Beckmann-hőmérő abban különbözik a hagyományos higanyos hőmérőtől, hogy a kapilláris felső vége egy U alakú csövecskébe torkollik, amelyben tartalékhigany található. E tartalékhigany teszi lehetővé, hogy – bár skálázatán csak 5-6 oC hőmérséklet-különbség észlelhető – ennyi különbség elvben a higany olvadáspontja (-38 oC) és forráspontja (356 oC) között bármely hőmérsékletnél mérhető.

## A hőmérő használata
Ha például nagyobb hőmérsékleten kívánjuk a hőmérőt használni, akkor a hőmérő alsó higanyzsákjából bizonyos mennyiségű higanyt a felső tartalékhigany csőbe viszünk, s ekkor a kapilláris skálázott részét nagyobb hőmérsékletnél éri el a higany. Amikor viszont kis hőmérsékleten dolgozunk, akkor a felső részből higanyt juttatunk az alsó higanyzsákba, annyit, hogy a kapillárisban a kívánt hőmérsékleten a higany a skálázat alsó részét elérje. Az alsó tartályban lévő higany felesleges részét melegítéssel a felső tartályba juttathatjuk és megfordítva, az alsó részben lévő higannyal egyesíthetjük, ha ott kevés lenne. 
Hőmérséklet-emelkedés mérésnél (pl. forráspont-emelkedés mérésnél) induláskor a higanyszálnak valamivel a skála alsó része felett kell lennie, hőmérséklet-csökkenés mérésnél (pl. fagyáspontcsökkenés mérésnél) pedig úgy kell a higanyszálat beállítani, hogy a mérés kezdetén valamivel a skála felső része alatt álljon. 
A Beckmann-hőmérőt gyakran használják a hőmérséklet állandóságának az ellenőrzésére. Ilyen esetben sem fontos a hőmérséklet abszolút értéke, csupán annak érzékelése, hogy a mérés ideje alatt mennyire izotermek a körülmények. Ma már elvesztette nélkülözhetetlen szerepét a méréstechnikában, nem utolsósorban a higany mérgező volta és az eszköz viszonylagos törékenysége és drágasága miatt, helyette félvezetős ellenállás-hőmérőt (termisztort) használnak.